# Campeonato mundial A de hockey patines masculino de 1936
El I Campeonato mundial de hockey sobre patines masculino y IX Campeonato europeo se celebró en Stuttgart, Alemania, entre el 1 de abril y el 5 de abril de 1936. 
En el torneo participaron las selecciones de hockey de 7 países, incluidos en un único grupo.
El vencedor del torneo, disputado por el método de liguilla fue la selección de Inglaterra. La segunda plaza fue para la selección de Italia y la medalla de Bronce para la selección de Portugal.

## Equipos participantes
Las 7 selecciones nacionales participantes del torneo pertenecen a Europa.
|            |
| Alemania   |
| Bélgica    |
| Francia    |
| Inglaterra |
| Italia     |
| Portugal   |
| Suiza      |

## Torneo
| Equipo     | Pts | PJ | PG | PE | PP | GF | GC | DG  |
| ---------- | --- | -- | -- | -- | -- | -- | -- | --- |
| Inglaterra | 11  | 6  | 5  | 1  | 0  | 20 | 2  | +18 |
| Italia     | 10  | 6  | 4  | 2  | 0  | 16 | 9  | +7  |
| Portugal   | 8   | 6  | 4  | 0  | 2  | 11 | 9  | +2  |
| Suiza      | 7   | 6  | 3  | 1  | 2  | 15 | 14 | +1  |
| Alemania   | 3   | 6  | 1  | 1  | 4  | 10 | 14 | -4  |
| Francia    | 3   | 6  | 1  | 1  | 4  | 10 | 16 | -6  |
| Bélgica    | 0   | 6  | 0  | 0  | 6  | 2  | 20 | -18 |

- Resultados

| Fecha    | Partido    | Partido | Partido  | Resultado |
| -------- | ---------- | ------- | -------- | --------- |
| ??.04.36 | Francia    | -       | Bélgica  | 2-1       |
| ??.04.36 | Alemania   | -       | Bélgica  | 4-0       |
| ??.04.36 | Suiza      | -       | Bélgica  | 3-1       |
| ??.04.36 | Portugal   | -       | Bélgica  | 2-0       |
| ??.04.36 | Italia     | -       | Bélgica  | 4-0       |
| ??.04.36 | Inglaterra | -       | Bélgica  | 5-0       |
| ??.04.36 | Alemania   | -       | Francia  | 3-3       |
| ??.04.36 | Suiza      | -       | Francia  | 6-4       |
| ??.04.36 | Portugal   | -       | Francia  | 3-0       |
| ??.04.36 | Italia     | -       | Francia  | 2-1       |
| ??.04.36 | Inglaterra | -       | Francia  | 1-0       |
| ??.04.36 | Suiza      | -       | Alemania | 2-0       |
| ??.04.36 | Portugal   | -       | Alemania | 2-1       |
| ??.04.36 | Italia     | -       | Alemania | 3-2       |
| ??.04.36 | Inglaterra | -       | Alemania | 4-0       |
| ??.04.36 | Portugal   | -       | Suiza    | 2-0       |
| ??.04.36 | Italia     | -       | Suiza    | 3-3       |
| ??.04.36 | Inglaterra | -       | Suiza    | 4-1       |
| ??.04.36 | Italia     | -       | Portugal | 3-2       |
| ??.04.36 | Inglaterra | -       | Portugal | 5-0       |
| ??.04.36 | Inglaterra | -       | Italia   | 1-1       |

## Clasificación final
| 1. Inglaterra |
| 2. Italia     |
| 3. Portugal   |
| 4. Suiza      |
| 5. Alemania   |
| 6. Francia    |
| 7. Bélgica    |